# Brachyotum trichocalyx
Brachyotum trichocalyx är en tvåhjärtbladig växtart som beskrevs av José Jéronimo Triana. Brachyotum trichocalyx ingår i släktet Brachyotum och familjen Melastomataceae. IUCN kategoriserar arten globalt som starkt hotad.
Artens utbredningsområde är Ecuador. Inga underarter finns listade i Catalogue of Life.